# Zyklon Seroja
Der Zyklon Seroja war ein tropischer Wirbelsturm, der im April 2021 in Osttimor und dem Süden Indonesiens eine Reihe signifikanter Sturzfluten und Erdrutsche auslöste. Seroja war das zweiundzwanzigste tropische Tief und der siebte tropische Zyklon der Australischen Zyklonsaison 2020–2021. Das System entwickelte sich südlich der Insel Timor und wurde am 3. April um 18:00 Uhr UTC als tropisches Tief 22U klassifiziert. Das tropische Tief bewegte sich sehr langsam an der Insel entlang, während die Gewittertätigkeit sich langsam organisierte. Am 4. April intensivierte sich 22U nördlich von Roti zum tropischen Zyklon Seroja, während der Trend der langsamen Intensivierung andauerte. Der Name Seroja bedeutet Lotusblume auf Indonesisch.

## Schäden
Mit Stand vom 9. April 2021 wird die Zahl der durch den Sturm und seine Auswirkungen verursachten Todesfälle auf mindestens 167 beziffert, davon 165 in Indonesien und 26 in Osttimor. Hinzu kommen Dutzende Vermisste und Tausende von Flüchtlingen. Der Zyklon beschädigte oder zerstörte mindestens 90 Häuser und fünf Brücken in der indonesischen Provinz Nusa Tenggara Timur, 2655 Personen wurden in Notunterkünften der Regierung untergebracht. Das genaue Ausmaß der Schäden in Osttimor ist unklar, doch wurden mindestens 10.000 Häuser überflutet. Anschließend bedrohte der Zyklon die Region Gascoyne in Western Australia.

## Meteorologischer Verlauf
Am 3. April bildete sich das Tropische Tief 22U innerhalb eines aktiven Trogs südlich von Timor. Das Tief befand sich in einer allgemein günstigen Umgebung mit hoher Feuchtigkeit, geringer vertikaler Windscherung und einer definierten Ausströmung. Das Tief driftete sehr langsam nahe der Küste zu Timor entlang, mit beständigen Spiralbändern von Konvektion, die sich über die Zirkulation des Sturms erfassten und am 4. April in der umgebenden Region starke Niederschläge hervorriefen. Zu diesem Zeitpunkt befand sich das Tie im Verantwortungsbereich des TCWC Jakarta. Am frühen Morgen des 3. April hatte sich das Aussehen der Struktur des Systems verbessert, und die Spiralbänder mit der tiefen Konvektion kurvten sich bis dicht an das Zentrum. Obwohl es in der zentralen Konvektion Fluktuation gab, ließen feuchte Luft, geringe vertikale Windscherung und eine günstige Ausströmung eine weitere Entwicklung des Systems erwarten.
Am 4. April um 15:00 Uhr UTC gab das Joint Typhoon Warning Center (JTWC) seine erste Warnung zu 26S aus. Das Tief gewann langsam Kraft und intensivierte sich in einen Kategorie-1-Zyklon nach der australischen Windskala und erhielt um 20:00 Uhr UTC durch das TCWC den Namen Seroja, als sein Zentrum etwa 95 km nördlich von Roti lag.
Im Verlauf des 5. April zog Seroja weiterhin langsam, mit zwei Knoten Zuggeschwindigkeit in westsüdwestlicher Richtung, von der indonesischen Küste weg. Der Sturm intensivierte sich dabei in einen Kategorie-2-Zyklon mit zehnminütigen andauernden Windgeschwindigkeiten von 105 km/h und einem zentralen Luftdruck von 982 mb. Windscherung und das Vorhandensein trockener Luft behinderte die weitere Intensivierung. In der Langfrist gab die Interaktion mit dem Tropischen Tief 23U weit westlich von Seroja Gründe zu Unsicherheit bei der Voraussage der Zugbahn Serojas.

## Belege
1. ↑  Rescue efforts hampered as flash floods and landslides in Indonesia kill dozens. Gazette Standard, 5. April 2021, abgerufen am 8. April 2021 (englisch).
2. ↑  Ricko Wawo, Niniek Karmini: Rescuers hampered by damaged roads, more rain in Indonesia. In: The Washington Post. 5. April 2021, abgerufen am 8. April 2021 (englisch).
3. ↑   Floods and landslides in Indonesia and East Timor kill more than 100 In: BBC News, 5. April 2021. Abgerufen am 8. April 2021 (englisch).
4. ↑  Yos Seran, Agustinus Beo Da Costa: Tropical cyclone kills at least 97 in Indonesia, East Timor. Reuters, 5. April 2021, abgerufen am 8. April 2021 (englisch).
5. ↑  Agustinus Beo Da Costa, Nelson Da Cruz:  Tropical cyclone kills at least 76 in Indonesia, East Timor In: Reuters, 5. April 2021. Abgerufen am 8. April 2021 (englisch).
6. ↑  Tropical Cyclone Seroja hits Indonesia and East Timor: At least 76 people killed and thousands displaced by flash floods and landslides. Sky News, 5. April 2021, abgerufen am 8. April 2021 (englisch).
7. ↑  Cyclone kills almost 100 as floods, landslides hit Southeast Asia. CBS, 5. April 2021, abgerufen am 8. April 2021 (englisch).
8. ↑  Kondisi Kupang Terkini & Penyebab Banjir Bandang dan Longsor di NTT. In: tirto.id. 5. April 2021, abgerufen am 8. April 2021 (indonesisch).
9. ↑  Rescuers hampered by damaged roads, more rain in Indonesia. News Corporation, 5. April 2021, abgerufen am 8. April 2021 (englisch).
10. ↑  Tropical Cyclone Outlook for the Western Region. In: Bureau of Meteorology. 1. April 2021, archiviert vom Original am 3. Februar 2023.
11. 1 2  Bureau of Meteorology: Tropical Cyclone Technical Bulletin for the Western Region. Japan Meteorological Agency, 3. April 2021 (englisch).
12. 1 2  Bureau of Meteorology: Tropical Cyclone Technical Bulletin for the Western Region. Japan Meteorological Agency, 4. April 2021 (englisch).
13. ↑  TCWC Jakarta: Ocean, Gale, and Storm Warning For Area 0 – 10 S, 90 – 125 E. Japan Meteorological Agency, 4. April 2021 (englisch).
14. ↑  NTT Dikepung Bencana Hidrometereologi, WALHI NTT: Gubernur Harus Tetapkan Status Darurat Bencana. Pos Kupang, abgerufen am 4. April 2021 (indonesisch).
15. ↑  Tropical Cyclone 26S (Twentysix) Warning #01. Joint Typhoon Warning Center, 4. April 2021.
16. ↑  Tropical Cyclone Information Bulletin. In: TCWC Jakarta. 4. April 2021.
17. ↑  Tropical Cyclone Warning Center Jakarta: Tropical Cyclone Information Bulletin. 4. April 2021, archiviert vom Original am 5. April 2019; abgerufen am 8. April 2021 (indonesisch).
18. 1 2 3  Bureau of Meteorology: Tropical Cyclone Technical Bulletin for the Western Region - 1941 UTC 05/04/2021. In: WMO Information System. Japan Meteorological Agency (englisch).